# Ms. Olympia
Ms. Olympia is een jaarlijkse bodybuilding-wedstrijd voor vrouwen. De wedstrijd wordt sinds 1980 georganiseerd door de International Federation of BodyBuilders (IFBB). In 2001 won de Nederlandse bodybuilder Juliette Bergmann de titel.
In hetzelfde weekend, het zogenaamde Olympia Weekend, wordt ook door mannen gestreden om de titel Mr. Olympia en door vrouwen gestreden om twee andere titels: Fitness Olympia en Figure Olympia.

## Winnaars
| Jaar | Allround          | Lichtgewicht        | Zwaargewicht      | Plaats                     |
| ---- | ----------------- | ------------------- | ----------------- | -------------------------- |
| 1980 | Rachel McLish     |                     |                   | Philadelphia               |
| 1981 | Kike Elomaa       |                     |                   | Philadelphia               |
| 1982 | Rachel McLish     |                     |                   | Atlantic City (New Jersey) |
| 1983 | Carla Dunlap      |                     |                   | Warminster (Pennsylvania)  |
| 1984 | Cory Everson      |                     |                   | Montreal (Canada)          |
| 1985 | Cory Everson      |                     |                   | New York                   |
| 1986 | Cory Everson      |                     |                   | New York                   |
| 1987 | Cory Everson      |                     |                   | New York                   |
| 1988 | Cory Everson      |                     |                   | New York                   |
| 1989 | Cory Everson      |                     |                   | New York                   |
| 1990 | Lenda Murray      |                     |                   | New York                   |
| 1991 | Lenda Murray      |                     |                   | Los Angeles                |
| 1992 | Lenda Murray      |                     |                   | Chicago                    |
| 1993 | Lenda Murray      |                     |                   | New York                   |
| 1994 | Lenda Murray      |                     |                   | Atlanta                    |
| 1995 | Lenda Murray      |                     |                   | Atlanta                    |
| 1996 | Kim Chizevsky     |                     |                   | Chicago                    |
| 1997 | Kim Chizevsky     |                     |                   | New York                   |
| 1998 | Kim Chizevsky     |                     |                   | Praag                      |
| 1999 | Kim Chizevsky     |                     |                   | Secaucus (New Jersey)      |
| 2000 | Geen winnaar      | Andrulla Blanchette | Valentina Chepiga | Las Vegas                  |
| 2001 | Juliette Bergmann | Juliette Bergmann   | Iris Kyle         | Las Vegas                  |
| 2002 | Lenda Murray      | Juliette Bergmann   | Lenda Murray      | Las Vegas                  |
| 2003 | Lenda Murray      | Juliette Bergmann   | Lenda Murray      | Las Vegas                  |
| 2004 | Iris Kyle         | Dayana Cadeau       | Iris Kyle         | Las Vegas                  |
| 2005 | Yaxeni Oriquen    |                     |                   | Las Vegas                  |
| 2006 | Iris Kyle         |                     |                   | Las Vegas                  |
| 2007 | Iris Kyle         |                     |                   | Las Vegas                  |
| 2008 | Iris Kyle         |                     |                   | Las Vegas                  |
| 2009 | Iris Kyle         |                     |                   | Las Vegas                  |
| 2010 | Iris Kyle         |                     |                   | Las Vegas                  |
| 2011 | Iris Kyle         |                     |                   | Las Vegas                  |